# سفارة سلوفينيا في أوكرانيا
سفارة سلوفينيا في أوكرانيا هي أرفع تمثيل دبلوماسي لدولة سلوفينيا لدى أوكرانيا. تقع السفارة في كييف وهي تهدف لتعزيز المصالح السلوفينية في أوكرانيا.

## وصلات خارجية
- الموقع الرسمي
- قائمة سفارات سلوفينيا
- قائمة السفارات في أوكرانيا